# Circonscription de Cooper

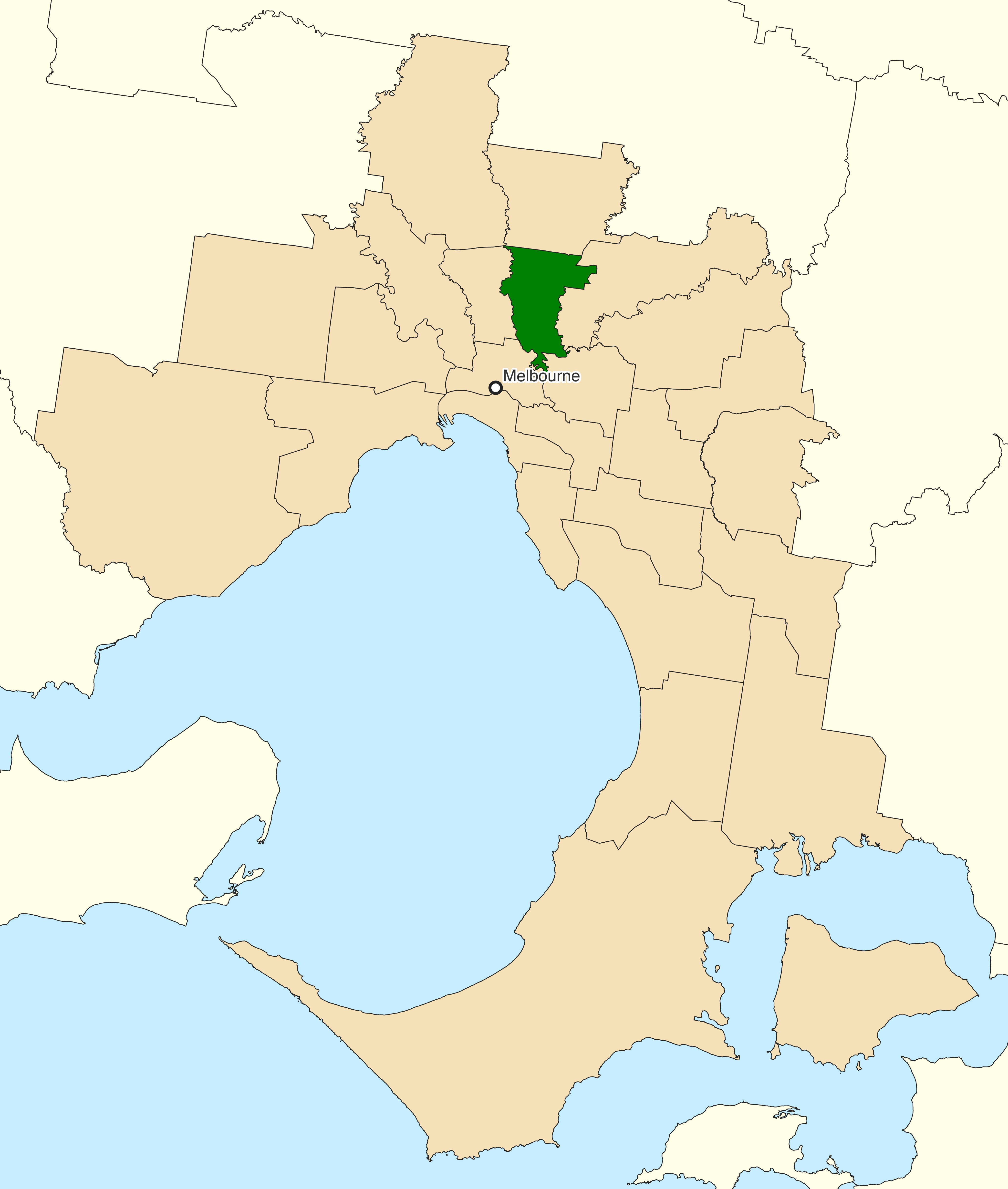
Localisation de Cooper à Melbourne.

La circonscription de Cooper est une circonscription fédérale australienne à Melbourne, en Victoria. Il a été créé en 2019, remplacer Batman.

## Députés
| Image | Nom         | Parti        | Période de mandat |
| ----- | ----------- | ------------ | ----------------- |
|       | Ged Kearney | Travailliste | 2019–présent      |